# Cem Özdemir
Cem Özdemir (født 21. december 1965 i Bad Urach, Regierungsbezirk Tübingen) er en tysk politiker for De Grønne. Han blev fødevare- og landbrugsminister i Regeringen Olaf Scholz 8. december 2021.
Özdemir var medformand for De Grønne fra 2008, først sammen med Claudia Roth til 2013 og derefter sammen med Simone Peter. Han var medlem af Forbundsdagen fra 1994 til 2002 og er det igen fra 2013. I 2004-2009 var han medlem af Europa-Parlamentet.

## Uddannelse og privatliv
Özdemirs far kommer fra den lille by Pazar i den tyrkiske provins Tokat og tilhører folkeslaget tjerkesserne
Han blev tysk statsborger som 18-årig.
Han er gift med den argentinske journalist Pia Maria Castro, og parret har to børn.

## Politiske karriere
I 1981 blev Özdemir medlem af De Grønne.
Fra 1994 til 2002 var han parlamentsmedlem ('Abgeortneter') i forbundsdagen,
og ved valget til Europa-Parlamentet i 2004 blev Özdemir valgt ind i Europa-Parlamentet.
Mellem 2008 og 2018 var Özdemir medformand for Bündnis 90/Die Grünen sammen med Claudia Roth og  Simone Peter.
I 2013 blev han medlem af Forbundsdagen igen.
I 2017 blev Özdemir valgt af den grønne partibase sammen med Katrin Göring-Eckardt som topkandidatduo til forbundsvalget i 2017.